# Schyrokolaniwka
Schyrokolaniwka (ukrainisch Широколанівка; russisch Широколановка Schirokolanowka; früherer deutscher Name „Landau“) ist ein Dorf im Süden der Ukraine mit etwa 1800 Einwohnern.

## Geographie

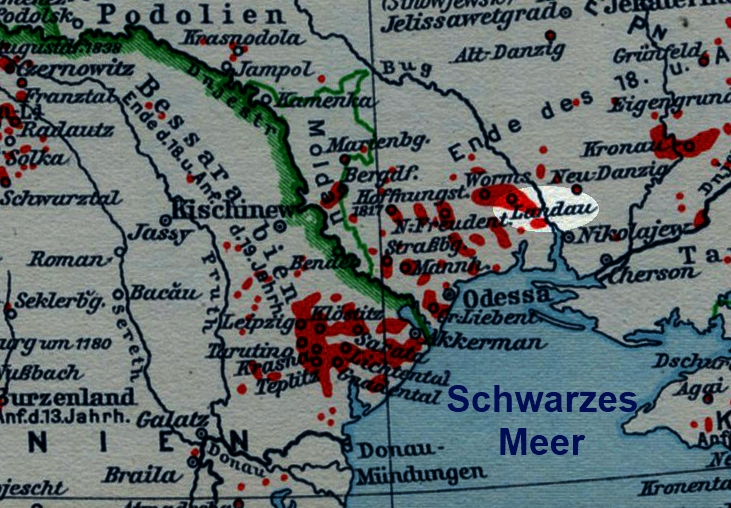
Landau im Schwarzmeergebiet

Schyrokolaniwka befindet sich im Westen der Oblast Mykolajiw im Rajon Mykolajiw und liegt am Ostufer des Oberlaufes des Beresan, ein 49 km langer Zufluss zum Schwarzen Meer, der aber nur im Unterlauf das ganze Jahr Wasser führt.
Das ehemalige Rajonzentrum Wesselynowe liegt 36 km nordwestlich und das Oblastzentrum Mykolajiw 53 km südöstlich des Dorfes.
Am 28. November 2019 wurde das Dorf ein Teil der neugegründeten Landgemeinde Stepowe, bis dahin bildete es zusammen mit dem Dorf Pischtschanyj Brid (Піщаний Брід, ehemals das schwarzmeerdeutsche Dorf Speyer) die gleichnamige Landratsgemeinde Schyrokolaniwka (Широколанівська сільська рада/Schyrokolaniwska silska rada) im Süden des Rajons Wesselynowe.
Seit dem 17. Juli 2020 ist es ein Teil des Rajons Mykolajiw.

## Geschichte

### Gründungsgeschichte der Kolonie Landau
Die Kolonie wurde von katholischen Einwanderern gegründet und war eine der sieben Mutterkolonien des Kolonistenbezirkes Beresan, die 1809 gegründet wurden. Die Einwanderer kamen aus den durch die Napoleonischen Kriege verheerten Rheinprovinzen und folgten dem Einladungsmanifest von Zar Alexander I., sich bei Odessa niederzulassen. Die Besiedlung des Gebietes (und nicht nur dieses) mit ausländischen Kolonisten war notwendig geworden, nachdem alle Versuche gescheitert waren, das nach dem Friedensschluss von Jassy vom 29. Dezember 1791 zwischen Russland und dem Osmanischen Reich an Russland gefallene Land mit Einheimischen zu besiedeln.
Von den Erstansiedlern der Kolonie stammten 66 Familien aus der Südpfalz und 27 aus dem Unterelsaß. (Laut Stummp: 63 Familien aus der Pfalz und 48 aus dem Elsass.) Die meisten Familien der Pfälzer kamen aus den Kreisen Germersheim, Bergzabern, Landau und Pirmasens; die meisten Elsässer aus dem Kanton Weißenburg. Zur Erinnerung an ihre alte Heimat wurde die Kolonie „Landau“ genannt.
Alle Mutterkolonien am Beresan (Karlsruhe, Katharinental, Landau, München, Rastatt, Rohrbach, Speyer, Sulz (heute zerstört), Waterloo und Worms) gehörten ursprünglich zum Großliebentaler Gebiet. Ab 1813 bildeten sie das Beresaner Siedlungsgebiet, das eine Landfläche von 55.597 Desjatinen umfasste und seinen Verwaltungssitz in Landau hatte.
Die katholische Gemeinde Landau gehörte zum Dekanat Nikolajew und 1811 wurde die Pfarrei Landau gegründet. Die erste Pfarrkirche wurde 1821 erbaut, ihr folgte Mitte der 1830er Jahre eine zweite Kirche. 1863 wurde dann die dritte und letzte Pfarrkirche erbaut.

### 20. Jahrhundert
Seit 1907 befand sich in Landau eine Zentralschule und seit 1908 auch ein Mädchen-Progymnasium. Ferner gab es im Ort noch zwei Volksschulen, an denen 1912 elf Lehrer 414 Schüler unterrichteten. Auch gab es im Ort ein Armen- und ein Krankenhaus mit zwölf Betten sowie eine Waisenkasse.
Ab dem 18. Januarjul. / 31. Januar 1918greg. gehörte Landau zur Sowjetrepublik Odessa, die zwei Monate nach ihrer Gründung, am 13. März 1918, kurz nach dem Separatfrieden (27. Januarjul. / 9. Februar 1918greg.) zwischen den Mittelmächten und der Ukrainischen Volksrepublik und dem Friedensvertrag von Brest-Litowsk mit Sowjetrussland (3. März 1918) endete, als sie von deutschen und österreichisch-ungarischen Truppen besetzt wurde.
Mit der Verwaltungseinteilung vom 30. April 1925 wurden die Gemeinden des Beresaner Gebiets zu einem deutschen nationalen Rajon Landau zusammengefasst. Verwaltungssitz des Rajons wurde Landau. Bei der Gründung des Rajons bestand er aus 19 deutschen und fünf ukrainischen Siedlungen mit insgesamt 25.859 Einwohnern. Davon waren 23.521 Deutsche (91 %), 1.265 Ukrainer (4,9 %), 437 Russen (1,7 %) und 398 Juden (1,5 %). Im Mai 1926 erfolgte die Umbenennung in Karl-Liebknecht-Rayon, Landau in „Karl-Liebknecht“ (Карла Лібкнехта), nach dem deutschen Marxisten Karl Liebknecht. Nachdem im September 1930 die Verwaltungseinheiten abgeschafft wurden, wurde im Februar 1932 das Gebiet Odessa  geschaffen, dem der Rajon Karl-Liebknecht (Landau) angehörte. Der deutsche Rajon Karl-Liebknecht wurde Mitte April 1939 aufgelöst und seine Dörfer anderen Rayons zugeteilt.
Während des Zweiten Weltkrieges war das Dorf zwischen September 1941 und 1944 Hauptort des Rajon Landau im Rajon Berezovca im rumänisch besetzten Transnistrien. Außerdem war Landau Sitz des Sonderkommando R (Russland) das zur SS-Organisation Hauptamt Volksdeutsche Mittelstelle gehörte. Leiter war ab Juli 1941 Horst Hoffmeyer. Diesem Sonderkommando unterstanden die im Siedlungsgebiet der Schwarzmeerdeutschen lebenden 128.949 Volksdeutsche in 228 Dörfern, die von der rumänischen Verwaltung ausgenommen waren.
Die deutschstämmige Bevölkerung wurde Anfang 1944 von der Volksdeutschen Mittelstelle (auch Volksdeutsche Mittelstelle; offizielle Abkürzung VoMi), mit Sitz in Odessa, im letzten Moment vor der zurückkehrenden Roten Armee als Administrativumsiedler in den Warthegau umgesiedelt. Die Vorbereitungen zu diesem Auszug mussten in aller Stille getroffen werden, da nichts nach außen dringen durfte. Die Leitung hatte SS-Obersturmbannführer Bruno Müller auf Befehl des SS-Brigadeführers und Generals der Polizei Horst Hoffmeyer übernommen. Er bereitete die Pläne vor, in denen Marschwege, Abmarschzeiten, Verpflegstellen, Flussübergänge, Auffangräume usw. genau festgelegt waren. Da der Treck nur mit landesüblichen Pferdegespannen („Panjewagen“) vor sich gehen konnte, mussten Pferde, Wagen und Geschirre beschafft werden.
Seit Weihnachten lebte die Bevölkerung unter ständigem Druck, da sie nicht wusste, ob sie fort musste oder bleiben durfte. Am 12. März 1944, um 11 Uhr, wurde die telefonische Meldung aus Odessa durchgegeben: Alarmstufe 4! Die Russen hatten den Oberlauf des Bug überschritten. Am 13. März 1944, einem Montag, um 3 Uhr früh befahl ein Funkspruch der „VoMi“ aus Odessa den Abmarsch. Am 16. März 1944 war es so weit. Die Treckwagen sammelten sich auf der Anhöhe vor dem Dorf in Richtung Rohrbach (heute Nowoswitliwka). Erst nach Stunden setzte sich der Landauer Treck in Bewegung. Über Owidiopol, wo sie den Dnister-Lima überquerten, führte der Weg durch Bessarabien, die Dobrudscha, das Banat und kurz darauf die reichsdeutsche Grenze. 1945 wurden fast alle ehemaligen Bewohner von Landau nach Zentralasien zwangsrepatriiert. Das Dorf wurde 1945 in „Schyrokolaniwka“ umbenannt, ebenso wurde ein gleichnamiger Rajon Schyrokolaniwka eingerichtet.

## Bevölkerungsentwicklung
| 1811 | 1859 | 1918 | 1919 | 1926 | 1943 |
| ---- | ---- | ---- | ---- | ---- | ---- |
| 470  | 1958 | 2403 | 2541 | 2653 | 2596 |

Quelle: 1811–1918; 1919–1943

## Persönlichkeiten
- Florian Schulz (1873–nach 1933), russlanddeutscher römisch-katholischer Geistlicher und Märtyrer
- Markus Glaser (1880–1950), römisch-katholischer Bischof und Apostolischer Administrator
- Jakob Duckardt (1895–1920), römisch-katholischer Geistlicher und Märtyrer
- Michael Seifert (1924–2010), NS-Kriegsverbrecher